# 泰瓦爾科斯基

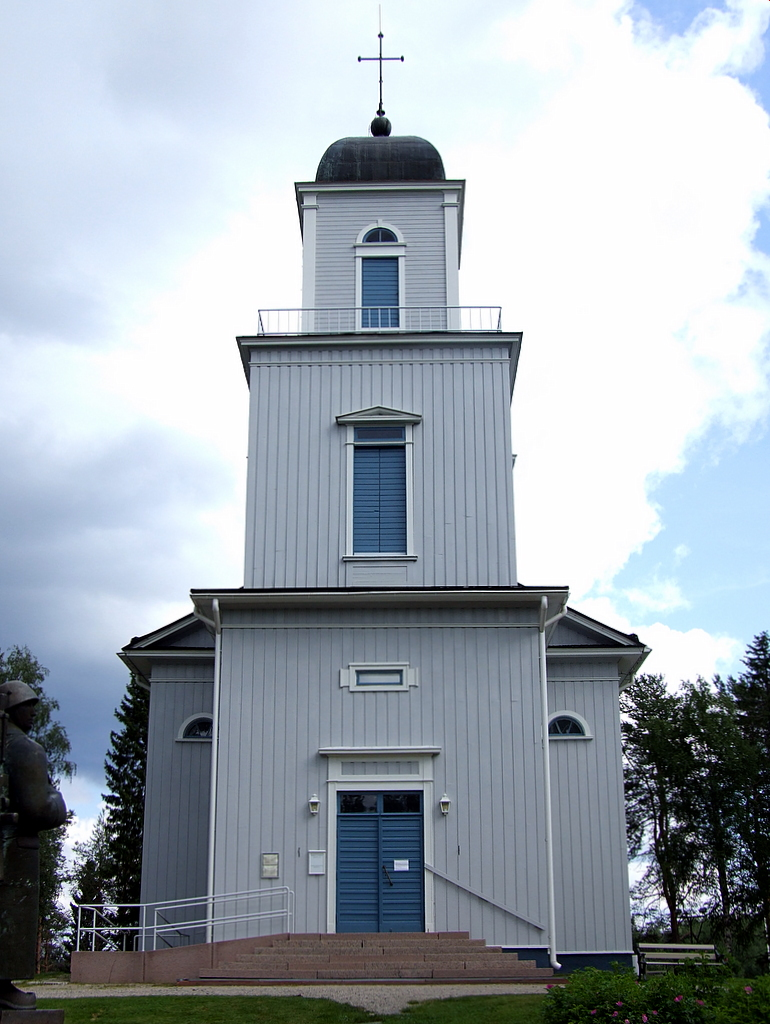
泰瓦爾科斯基教堂

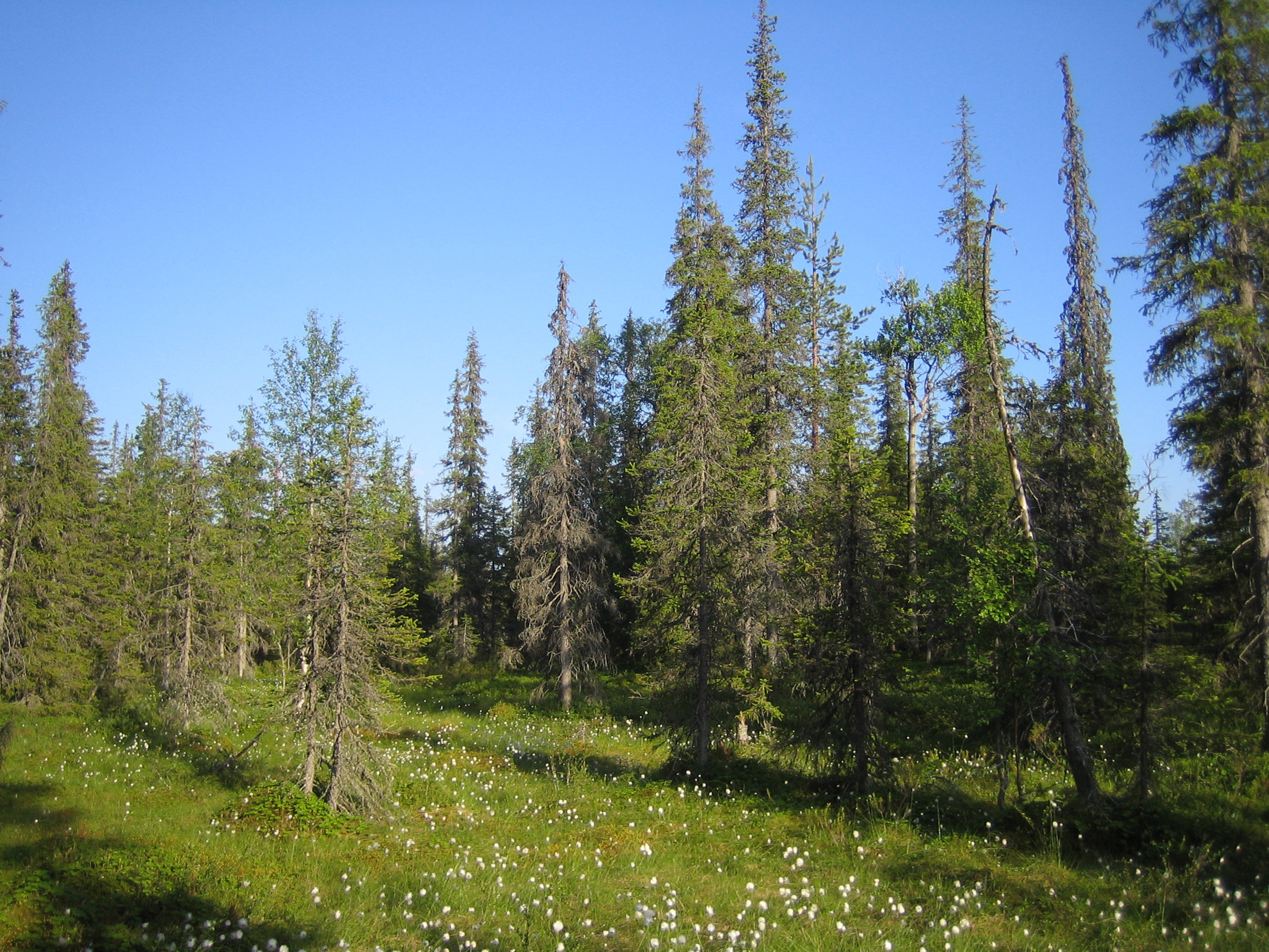
叙厄泰国家公园

泰瓦爾科斯基（芬蘭語：Taivalkoski）是芬蘭北博滕區的市鎮，位於該國東北部，始建於1879年，面積2,651平方公里，2013年人口4,407，人口密度為每平方公里1.81人。

## 外部連結
- 泰瓦爾科斯基市镇官方网站 （文） （瑞典文） （英文）
- VisitTaivalkoski – Official travel website